# Termisk diffusivitet
Ett materials termiska diffusivitet eller värmediffusivitet är dess värmeledningsförmåga delat med densitet och specifik värmekapacitet,
{\displaystyle k={\frac {\kappa }{\rho c}}}.
Termisk diffusivitet har enheten m²/s och förekommer i värmeledningsekvationen. Den kan experimentellt bestämmas genom laserblixtmetoden, som går ut på att hetta upp ytan på ett prov med en kort energipuls och sedan mäta temperaturförändringen över tiden i en annan del av provet